# Giorgio Zuccoli
Giorgio Zuccoli (Iseo, 17 de febrero de 1958–Borgonato, 27 de marzo de 2001) fue un deportista italiano que compitió en vela en la clase Tornado.
Ganó cuatro medallas en el Campeonato Mundial de Tornado entre los años 1987 y 1991, y dos medallas en el Campeonato Europeo de Tornado, plata en 1989 y bronce en 1993.
Participó en dos Juegos Olímpicos de Verano, en los años 1988 y 1992, ocupando el quinto lugar en Seúl 1988, en la clase Tornado.

## Palmarés internacional
| \| Campeonato Mundial \| Campeonato Mundial \| Campeonato Mundial \| Campeonato Mundial \| \| Año \| Lugar \| Medalla \| Clase \| \| ------------------ \| ------------------------ \| ------------------ \| ------------------ \| \| 1987 \| Kiel (RFA) \| Medalla de bronce \| Tornado \| \| 1988 \| Tallin (URSS) \| Medalla de bronce \| Tornado \| \| 1989 \| Houston (Estados Unidos) \| Medalla de plata \| Tornado \| \| 1991 \| Cagliari (Italia) \| Medalla de oro \| Tornado \| \| Campeonato Europeo \| \| \| \| \| Año \| Lugar \| Medalla \| Clase \| \| 1989 \| Travemünde (RFA) \| Medalla de plata \| Tornado \| \| 1993 \| Helsinki (Finlandia) \| Medalla de bronce \| Tornado \| |                          |                   |         |
| Campeonato Mundial |                          |                   |         |
| Año | Lugar                    | Medalla           | Clase   |
| 1987 | Kiel (RFA)               | Medalla de bronce | Tornado |
| 1988 | Tallin (URSS)            | Medalla de bronce | Tornado |
| 1989 | Houston (Estados Unidos) | Medalla de plata  | Tornado |
| 1991 | Cagliari (Italia)        | Medalla de oro    | Tornado |
| Campeonato Europeo |                          |                   |         |
| Año | Lugar                    | Medalla           | Clase   |
| 1989 | Travemünde (RFA)         | Medalla de plata  | Tornado |
| 1993 | Helsinki (Finlandia)     | Medalla de bronce | Tornado |